# 스피드라이트 430EX

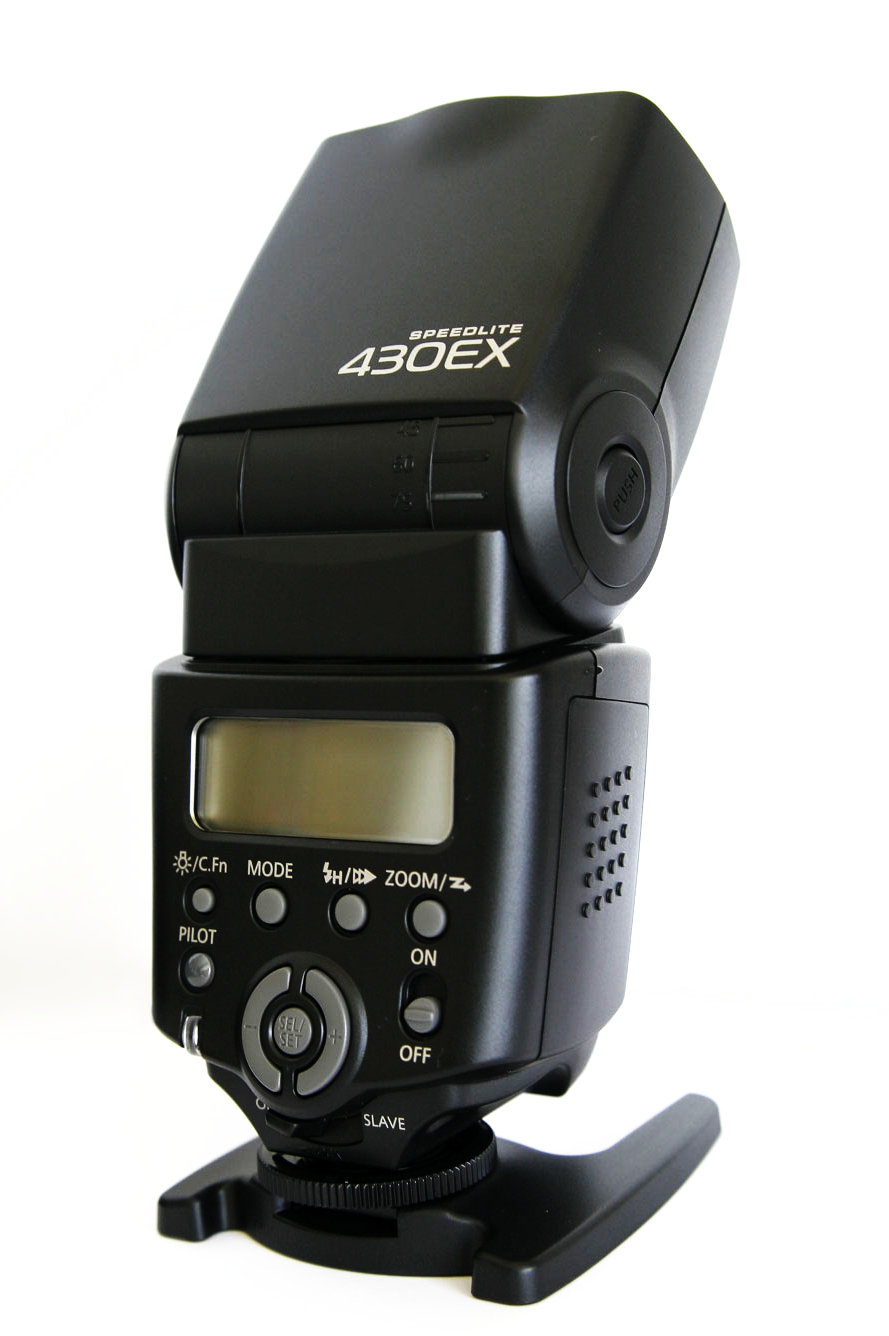
스피드라이트 430EX

스피드라이트 430EX(Speedlite 430EX)는 캐논에서 생산하는 캐논 EOS 카메라용 외장 플래시이다. 2005년에 발매되었으며, 스피드라이트 420EX를 대체하였다. E-TTL 및 E-TTL II 플래시 측광을 지원한다.